# Café Racers & Superbikes Vun
La Vun est un modèle de motocyclette du constructeur italien Café Racers & Superbikes.
Dès 1998, pour poursuivre le rêve de John Britten, CR&S planche sur une moto utilisant un moteur monocylindre de haute performance, avec un rapport poids/puissance proche de un. Roberto Crepaldi se rapproche de l'entreprise anglaise Raceco, un préparateur qui œuvre souvent sur des Moto Guzzi, pour concevoir et développer le premier prototype d'une moto utilisant ce monocylindre. D'après les concepteurs, cette machine préfigure une nouvelle catégorie, les « Mistrostretto », des machines légères et faciles à piloter, pensées pour prendre du plaisir sur la route, à vitesse raisonnable. Il en résultera la Vun.
Sitôt ce prototype terminé, il est confié à Roberto Pattoni, directeur de l'écurie Paton pour en assurer la mise au point.
Les premiers tours de roue du prototype sont plus que convaincants et, en 2002, CR&S décide de produire à la main une petite quantité de motos qu'il propose au public.
Le moteur choisi est le monocylindre Rotax de 650 cm³, qui équipe, entre autres, les BMW F650. Il est à la fois fiable, économique en carburant et assez performant.
En 2004, Roberto Pattoni est nommé responsable de la direction technique. La moto reçoit le nom de Vun et se voit officiellement présentée au salon Intermot de Munich. La réaction du public est assez bonne et il est décidé qu'une petite dizaine de Vun seront commercialisées pour commencer.

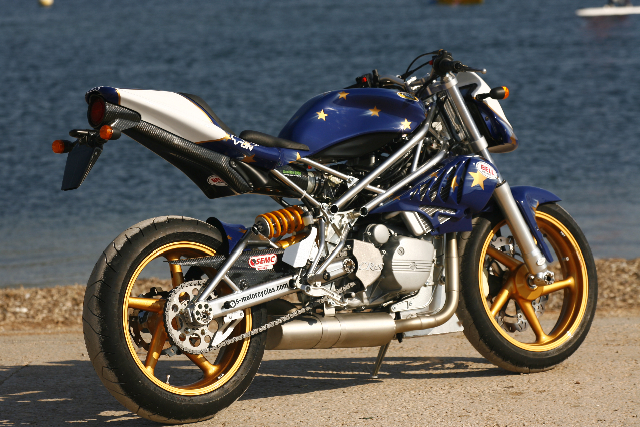
La Vun pourvue de différentes options : disques de frein pétale, peinture spéciale, jantes à bâtons Marvic...

Le moteur est prévu pour être disponible en plusieurs puissances. Outre la version standard de 54 chevaux, il existe une version « allégées » de 29 chevaux pour les jeunes permis et une version « vitaminée » de 64 chevaux utilisable sur circuit. Le moteur est homologué pour satisfaire aux normes antipollution Euro 3 en juillet 2006.
Le freinage est assuré par Brembo, avec disque flottant de 320 mm à l'avant pincé par un étrier 4 pistons à fixation radiale, et un disque de 220 mm à l'arrière, pincé par un étrier double pistons.
Le cadre est un treillis tubulaire. Il est relié au moteur et au bras oscillant via une platine en aluminium.
Le fourche est une Ceriani et le monoamortisseur est un Païoli.
L'habillage est réalisé en polyester pour la coque de selle et les écopes latérales. La tête de fourche, les garde-boues, le support de plaque minéralogique et la boîte à air sont en fibre de carbone. Le réservoir est en aluminium formé à la main. Les tés de fourche sont signés Rizoma.
Le catalogue des options est très important. Outre les différentes puissances moteur, les étriers peuvent être remplacés par des Brembo série Or, le monoamortisseur par un Öhlins, des pneus  Pirelli Diablo à la place des Supercorsa, les jantes Alpina à rayons sont changés contre de Marvic en magnésium ou des BST en carbone, l'ajout d'un amortisseur de direction Öhlins et bien entendu tout une palette de couleur peuvent habiller la Vun 
En 2006, les tests routiers de la Vun dans différentes conditions climatiques se poursuivent. Les processus de fabrication sont élaborés pour la production en série. Les précommandes de la Vun sont lancées.
Pour 2008, CR&S commercialise pour 5 940 € un kit châssis comprenant l'ensemble de la partie cycle, à l'exception des roues et des freins. Il est conçu pour recevoir un moteur BMW 650 cm³ à carburateur.

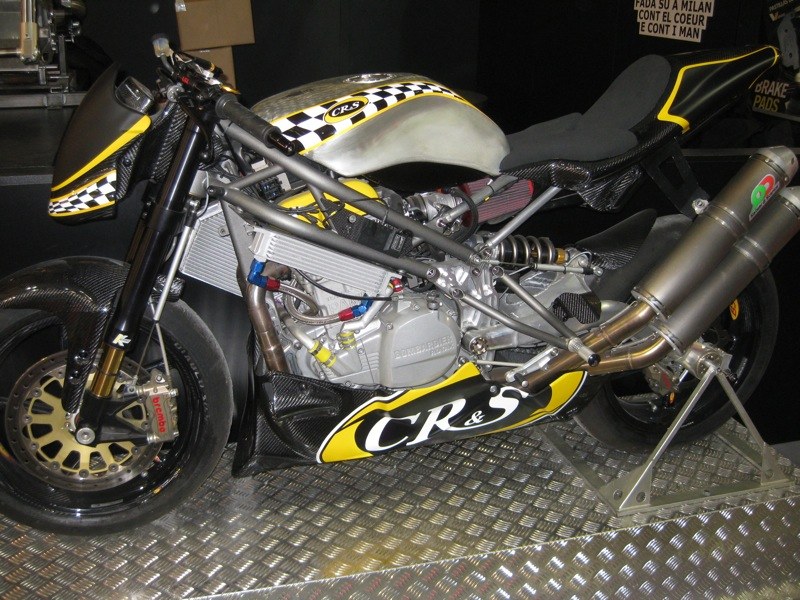
Vun PPP

La petite usine crée aussi une version réservée à la compétition, nommée Vun PPP (prunta per pista, faite pour la piste). Elle récupère de série les jantes en magnésium Marvic mais garde des jantes en carbone BST en option. L'habillage est en carbone. Le poids est ramené à 128 kg à sec en retirant tout l'équipement superflu. Elle est livrée avec une puissance de 64 chevaux. Elle est vendue 23 940 €.
CR&S propose également la Vun PPB (per purta i balafuss, pour porter les pacotilles). Il s'agit d'un side-car facilement détachable destiné à transporter les bagages. Le side-car seul est vendu 9 600 €.